# Atlas linguistique et ethnographique du Massif central
 (juillet 2018).

L'Atlas linguistique et ethnographique du Massif-Central (ALMC) est un atlas linguistique réalisé par Pierre Nauton, avec l'aide du CNRS,  publié entre 1952 et 1961 . Il couvre  en totalité les départements de la Haute-Loire, du Cantal et de la Lozère, en grande partie l'Aveyron et l'Ardèche. Il consiste en une collection de cartes indiquant les variations linguistique du vocabulaire d'usage courant, à partir de relevés effectués entre 1951 et 1953 en différents points géographiques répartis sur le domaine étudié. Les cartes sont complétées par des illustrations d'objets de la vie courante ou  de techniques traditionnelles. Sur la base des éléments recueillis pour l'ALMC, l'auteur a réalisé par la suite la Géographie phonétique de la Haute-Loire.
Suivant l'auteur lui-même, « Sa diversité apparaît sur le plan historique, du fait qu'il englobe, en tout ou partie, cinq provinces ou pays : Auvergne, Velay, Vivarais, Gévaudan, Rouergue, ce qui peut aider à préciser la part du facteur historique dans les limites dialectales. Sur le plan géographique, sa diversité est conditionnée par le relief, qui oriente une part du domaine vers le nord, par les versants de l'Allier et de la Loire, une part vers l'est et la vallée du Rhône, une part vers le Midi aquitain et languedocien. Sur le plan linguistique, cette triple orientation mettra en lumière les faits qui distinguent le Nord du provençal et le Sud du provençal (de part et d'autre de la limite c + a maintenu ou palatalise), en même temps que les faits marginaux du franco-provençal ».

## Les volumes
L'Atlas linguistique et ethnographique du Massif-Central est constitué de quatre volumes.
- Volume 1 : La nature - 622 cartes (CNRS, 1952)
- Volume 2 : Le paysan - 1234 cartes (CNRS, 1959)
- Volume 3 : L'homme - 1876 cartes (CNRS, 1961)
- Volume 4 : Exposé général et index alphabétique

## Graphie phonétique
Pour l'écriture phonétique, Pierre Nauton reprend celle utilisée par Jules Gilliéron et Jean-Pierre Rousselot, en particulier dans l'Atlas linguistique de la France.

## Localités de l'enquête
Suivant l'ordre chronologique: 
| Localité                      | Dates de l'enquête            |
| ----------------------------- | ----------------------------- |
| Chamalières-sur-Loire         | 6-13 juillet 1951             |
| Saint-Privat-d'Allier         | 14-22 juillet 1951            |
| Le Malzieu                    | 23-30 juillet 1951            |
| Termes                        | 1-9 août 1951                 |
| Villedieu                     | 11-18 août 1951               |
| Murat                         | 10-17 septembre 1951          |
| Saint-Jacques-des-Blats       | 18-26 septembre 1951          |
| Landeyrat                     | 27 septembre - 3 octobre 1951 |
| Saint-Simon                   | 4-11 octobre 1951             |
| Maurs                         | 12-20 octobre 1951            |
| Montvert                      | 22-30 octobre 1951            |
| Mauriac                       | 2-10 novembre 1951            |
| Menet                         | 11-19 novembre 1951           |
| Saint-Bonnet-de-Salers        | 20-28 novembre 1951           |
| Polignac                      | 1-9 décembre 1951             |
| Craponne-sur-Arzon            | 10-18 décembre 1951           |
| Bas-en-Basset                 | 20-29 décembre 1951           |
| Brioude                       | 11-19 janvier 1952            |
| Le Monastier                  | 21-29 janvier 1952            |
| Saugues                       | 2-10 février 1952             |
| Chastel                       | 8-15 mars 1952                |
| Recharinges                   | 22-30 mars 1952               |
| Grazac                        | 1-8 avril 1952                |
| Alissas                       | 10-17 avril 1952              |
| Laurac                        | 18-25 avril 1952              |
| Bourg-Saint-Andéol            | 26 avril - 2 mai 1952         |
| Chirols                       | 3-9 mai 1952                  |
| Saint-Cirgues-en-Montagne     | 10-17 mai 1952                |
| Saint-Flour-de-Mercoire       | 19-26 mai 1952                |
| Saint-Martin-de-Valamas       | 27 mai - 4 juin 1952          |
| Saint-Péray                   | 5-12 juin 1952                |
| Rochepaule                    | 13-20 juin 1952               |
| Mende                         | 22-30 juin 1952               |
| Fraissinet-de-Lozère          | 1-8 juillet 1952              |
| Meyrueis                      | 10-17 juillet 1952            |
| Saint-Germain-du-Teil         | 18-26 juillet 1952            |
| Saint-Denis-en-Margeride      | 27 juillet - 4 août 1952      |
| Espalion                      | 16-24 août 1952               |
| Saint-Symphorien-de-Thénières | 25 août - 4 septembre 1952    |
| Le Monastère                  | 5-12 septembre 1952           |
| Rignac                        | 13-20 septembre 1952          |
| Canet-de-Salars               | 21-28 septembre 1952          |
| Vimenet                       | 1-9 octobre 1952              |
| Marchastel                    | 25 mai - 5 juin 1953          |
| Prévenchères                  | 7-14 juin 1953                |
| Ledergues                     | 16-24 juin 1953               |
| La Salvetat                   | 25 juin - 2 juillet 1953      |
| Salles-Courbatiès             | 3-10 juillet 1953             |
| La Besse                      | 12-20 juillet 1953            |
| Millau                        | 21-29 juillet 1953            |
| Pierrefort et Paulhenc        | 1-9 août 1953                 |
| Le Chambon-le-Château         | 12-20 août 1953               |
| Cistrières                    | 5-13 septembre 1953           |
| Saint-Didier-en-Velay         | 14-23 septembre 1953          |